# 油飯

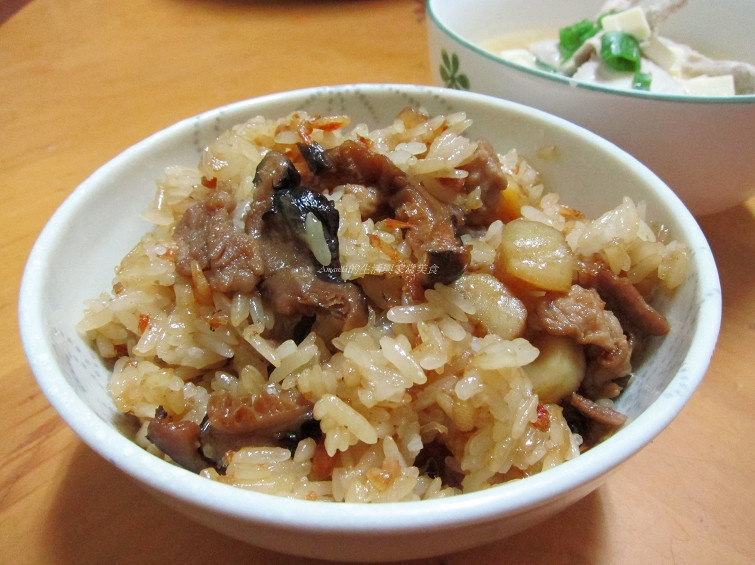
台灣油飯

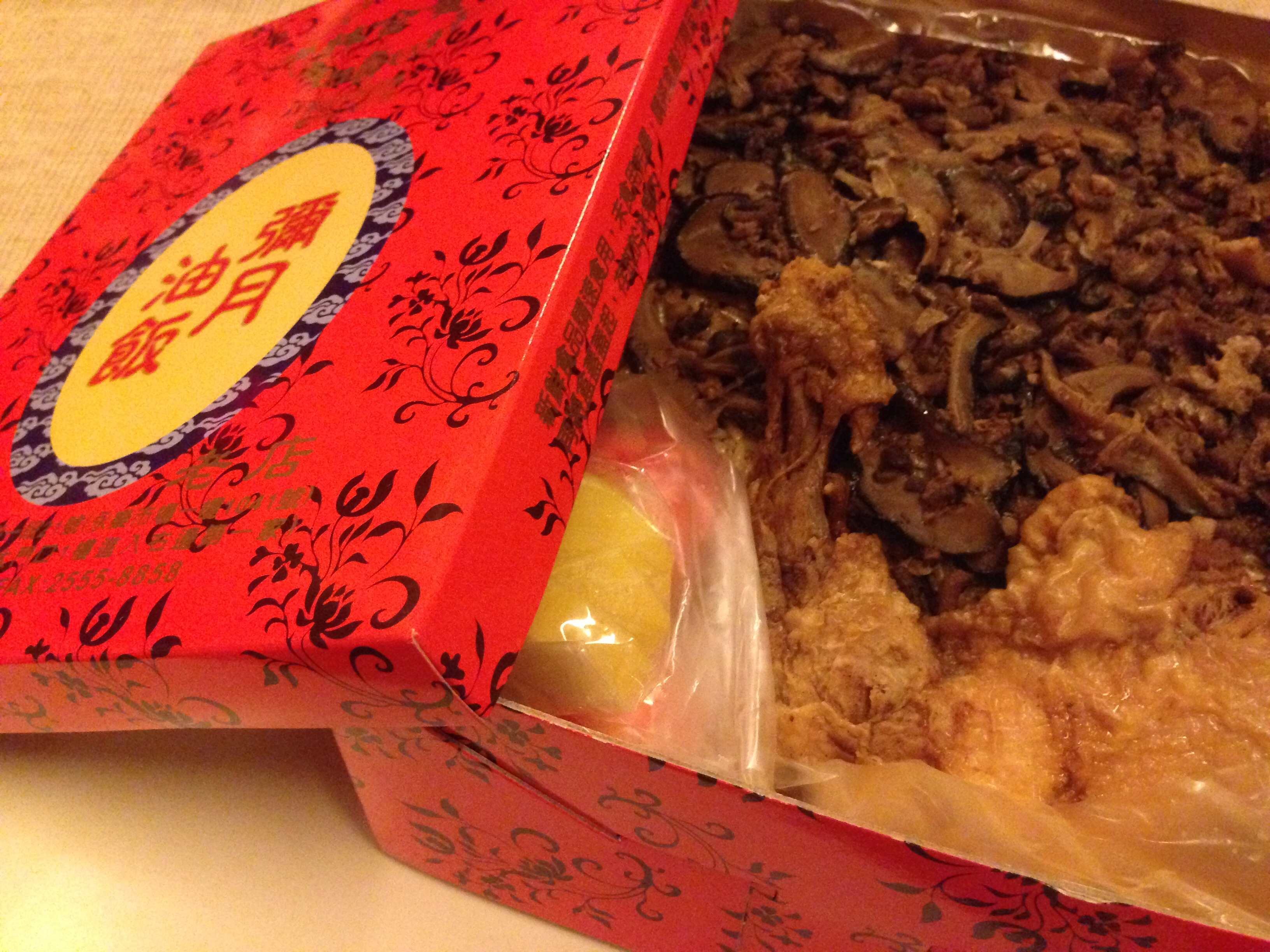
彌月油飯禮盒

油飯，是台灣一種傳統的米食料理，通常是以蒸熟的糯米，去拌入炒香的佐料。佐料常見的有豬肉絲、魷魚絲、香菇絲、豆干絲、乾蝦仁、蝦米，以及比較少見的栗子、花生、臘肉、臘腸，然後，加上辛香料的蒜、薑、紅蔥頭、白胡椒、黑胡椒，以及醬油、麻油、清米酒，去料理而成。
根據臺灣民眾的傳統習俗，家中若有嬰兒出生，會在其滿月時烹煮麻油雞、紅蛋、油飯祭祖並分送親友以示慶祝，並且會因嬰兒性別來決定油飯內是否添加雞腿。